# Kurt Weinmann
Kurt Weinmann (* 5. Dezember 1922 in Möglingen; † 24. Januar 2007) war ein deutscher Chemiker und Unternehmer in der chemischen Industrie.

## Leben und Wirken
Nach dem Abitur am Realgymnasium Bad Cannstatt (1941), Arbeits- und Wehrdienst studierte Weinmann ab Sommersemester 1942 Chemie, Physik und Mathematik an der Technischen Hochschule Stuttgart und an der Eberhard Karls Universität Tübingen. Im Juni 1947 legte er das Staatsexamen ab. Anschließend war er bis August 1950 als Studienreferendar und Studienassessor im höheren Schuldienst Württembergs beschäftigt. Ab September 1950 arbeitete er an einem Forschungsinstitut und in einem Industrielaboratorium in Stuttgart an seiner Dissertation. 1952 wurde er bei Hellmut Bredereck an der TH Stuttgart mit einer Arbeit über Bindemittel für Einbrennlacke mit Wasser als Lösemittel promoviert. Seine berufliche Tätigkeit führte ihn zunächst zur Robert Bosch GmbH, wo er für Beschichtungen und Kunststoffe verantwortlich war. 1959 wurde er kaufmännischer und technischer Leiter einer Chemie- und Lackfabrik. Von 1962 bis 1964 war er Chefchemiker und Prokurist bei den Lesonal Werken. An der Technischen Akademie Esslingen (TAE) war er seit 1965 Lehrgangsleiter und Dozent am Institut für das Kontaktstudium der Universität Stuttgart.
Am 1. Mai 1967 trat Weinmann als Geschäftsführer und Technischer Leiter bei der Loba-Holmenkol-Chemie Dr. Fischer und Dr. Weinmann KG in Ditzingen ein. Zwei Jahre später wurde er persönlich haftender geschäftsführender Gesellschafter und Hauptgesellschafter. Diese Position hatte er bis 1990 inne. Im Jahre 1975 wurde er Handelsrichter am Landgericht Stuttgart.
Weinmann war Kuratoriumsvorsitzender des Instituts für Bauphysik der Fraunhofer-Gesellschaft sowie Mitarbeiter und viele Jahre Obmann des Deutschen Instituts für Normung und Vorstand am Institut für das Bauen mit Kunststoffen (IBK). Seine Erfolge in der wissenschaftlichen Tätigkeit schlugen sich in zahlreichen Patenten und etwa 160 wissenschaftlichen Fachveröffentlichungen nieder. 1982 wurde er zum Professor ernannt.
Nach seinem Ableben am 24. Januar 2007 wurde er auf dem Waldfriedhof Stuttgart beerdigt.

## Auszeichnungen
- Bundesverdienstkreuz am Bande (1984).[1]

## Funktionen (Auswahl)
- Stellvertretender Vorsitzender der Industrie- und Handelskammer (IHK)

## Schriften (Auswahl)
- Herstellung und Untersuchung von Kunstharzen und deren Verwendung als Bindemittel für Einbrennlacke mit Wasser als Lösungsmittel (Diss., Stuttgart 1952)
- Beschichten mit Lacken und Kunststoffen (Stuttgart 1967)
- Lacke, Farben... (1970)
- Energiebilanz (1981)
- Bautenschutz, Bauphysik und Bauchemie, als Autor und Hrsg. (1990)
- Moderner Bautenschutz. Beiträge zur Energiesparung und Werterhaltung mit A. Edelmann und H. Haagen (1992)
- Handbuch Bautenschutz in 3 Bänden, mit Günter Rieche (2000)